# Ліга чемпіонів УЄФА 2023—2024
Ліга чемпіонів УЄФА 2023—2024 — 69-й сезон найпрестижнішого клубного турніру під егідою УЄФА та 32-й з моменту перейменування Кубку європейських чемпіонів на Лігу чемпіонів УЄФА.
Фінал відбудеться 1 червня 2024 року на стадіоні Вемблі у Лондоні (Англія). Переможець Ліги чемпіонів УЄФА 2023—24 автоматично потрапляє до етапу ліги Ліги чемпіонів 2024—25, а також зіграє з переможцем Ліги Європи УЄФА 2023—24 за Суперкубок УЄФА 2024.

## Розподіл асоціацій
У Лізі чемпіонів УЄФА 2023—24 беруть участь 78 команд з 53 асоціацій‑членів УЄФА (за виключенням Ліхтенштейну, які не проводять національний чемпіонат). Для визначення кількості команд‑учасників від кожної з асоціацій використовується рейтинг асоціацій УЄФА:
- Асоціації 1–4 мають по чотири команди.
- Асоціації 5–6 мають по три команди.
- Асоціації 7–15 (окрім Росії) мають по дві команди.
- Асоціації 16–55 (окрім Ліхтенштейну) мають по одній команді.
- Окрім того, переможець Ліги Чемпіонів УЄФА 2022—23 та Ліги Європи УЄФА 2022—23 отримують по путівці кожен, якщо не кваліфікуються до Ліги чемпіонів 2023—24 шляхом через національний чемпіонат.

### Рейтинг асоціацій
Для Ліги чемпіонів УЄФА 2023—24, використовуються місця асоціацій у рейтинг асоціацій УЄФА 2022, який враховує результати країн у європейських клубних змаганнях з сезону 2017—18 по 2021—22.
Команди, які потрапили до Ліги чемпіонів іншим шляхом, відмічені таким чином:
- (ЛЧ) – Додаткова путівка для переможця попередньої Ліги чемпіонів УЄФА
- (ЛЄ) – Додаткова путівка для переможця попередньої Ліги Європи УЄФА

| №  | Асоціація  | Коеф.   | Команди | Примітки |
| -- | ---------- | ------- | ------- | -------- |
| 1  | Англія     | 106.641 | 4       |          |
| 2  | Іспанія    | 96.141  | 4       | +1 (ЛЄ)  |
| 3  | Італія     | 76.902  | 4       |          |
| 4  | Німеччина  | 75.213  | 4       |          |
| 5  | Франція    | 60.081  | 3       |          |
| 6  | Португалія | 53.382  | 3       |          |
| 7  | Нідерланди | 49.300  | 2       |          |
| 8  | Австрія    | 38.850  | 2       |          |
| 9  | Шотландія  | 36.900  | 2       |          |
| 10 | Росія      | 34.482  | 0       |          |
| 11 | Сербія     | 33.375  | 2       |          |
| 12 | Україна    | 33.100  | 2       |          |
| 13 | Бельгія    | 30.600  | 2       |          |
| 14 | Швейцарія  | 29.675  | 2       |          |
| 15 | Греція     | 28.200  | 2       |          |
| 16 | Чехія      | 27.800  | 1       |          |
| 17 | Норвегія   | 27.250  | 1       |          |
| 18 | Данія      | 27.175  | 1       |          |

| №  | Асоціація            | Коеф.  | Команди | Примітки |
| -- | -------------------- | ------ | ------- | -------- |
| 19 | Хорватія             | 27.150 | 1       |          |
| 20 | Туреччина            | 27.100 | 1       |          |
| 21 | Кіпр                 | 26.375 | 1       |          |
| 22 | Ізраїль              | 24.375 | 1       |          |
| 23 | Швеція               | 22.875 | 1       |          |
| 24 | Болгарія             | 19.500 | 1       |          |
| 25 | Румунія              | 17.150 | 1       |          |
| 26 | Азербайджан          | 17.000 | 1       |          |
| 27 | Угорщина             | 17.000 | 1       |          |
| 28 | Польща               | 15.875 | 1       |          |
| 29 | Казахстан            | 15.750 | 1       |          |
| 30 | Словаччина           | 15.625 | 1       |          |
| 31 | Словенія             | 15.000 | 1       |          |
| 32 | Білорусь             | 12.500 | 1       |          |
| 33 | Молдова              | 11.250 | 1       |          |
| 34 | Литва                | 10.000 | 1       |          |
| 35 | Боснія і Герцеговина | 9.125  | 1       |          |
| 36 | Фінляндія            | 8.875  | 1       |          |
| 37 | Люксембург           | 8.750  | 1       |          |

| №  | Асоціація         | Коеф. | Команди | Примітки |
| -- | ----------------- | ----- | ------- | -------- |
| 38 | Латвія            | 8.625 | 1       |          |
| 39 | Косово            | 8.166 | 1       |          |
| 40 | Ірландія          | 8.125 | 1       |          |
| 41 | Вірменія          | 8.125 | 1       |          |
| 42 | Північна Ірландія | 8.083 | 1       |          |
| 43 | Албанія           | 8.000 | 1       |          |
| 44 | Фарерські острови | 7.250 | 1       |          |
| 45 | Естонія           | 7.041 | 1       |          |
| 46 | Мальта            | 7.000 | 1       |          |
| 47 | Грузія            | 7.000 | 1       |          |
| 48 | Македонія         | 7.000 | 1       |          |
| 49 | Ліхтенштейн       | 6.500 | 0       |          |
| 50 | Уельс             | 5.500 | 1       |          |
| 51 | Гібралтар         | 5.416 | 1       |          |
| 52 | Ісландія          | 5.375 | 1       |          |
| 53 | Чорногорія        | 4.875 | 1       |          |
| 54 | Андорра           | 4.665 | 1       |          |
| 55 | Сан-Марино        | 1.332 | 1       |          |

### Розподіл за раундами
Наведена нижче таблиця показує список квот за замовчуванням.
|                                              |                                              | Команди, що починають з цього раунду | Команди, що проходять з попереднього раунду                                                                             |
| -------------------------------------------- | -------------------------------------------- | --- | --- |
| Попередній кваліфікаційний раунд (4 команди) | Попередній кваліфікаційний раунд (4 команди) | - 4 чемпіони з асоціацій 52–55 | |
| Перший кваліфікаційний раунд (30 команд)     | Перший кваліфікаційний раунд (30 команд)     | - 29 чемпіонів з асоціацій 22–51 (окрім Ліхтенштейну) | - 1 переможець попереднього кваліфікаційного раунду                                                                     |
| Другий кваліфікаційний раунд (24 команди)    | Шлях чемпіонів (20 команд)                   | - 5 чемпіонів з асоціацій 17–21 | - 15 переможців першого кваліфікаційного раунду                                                                         |
| Другий кваліфікаційний раунд (24 команди)    | Шлях нечемпіонів (4 команди)                 | - 4 клуби, що зайняли другі місця в чемпіонатах асоціацій 12–15 | |
| Третій кваліфікаційний раунд (20 команд)     | Шлях чемпіонів (12 команд)                   | - 2 чемпіони з асоціацій 15–16 | - 10 переможців другого кваліфікаційного раунду (шлях чемпіонів)                                                        |
| Третій кваліфікаційний раунд (20 команд)     | Шлях нечемпіонів (8 команди)                 | - 4 клуби, що зайняли другі місця в чемпіонатах асоціацій 7–11 (крім Росії) - 2 клуби, що зайняли треті місця в чемпіонатах асоціацій 5–6 | - 2 переможці другого кваліфікаційного раунду (шлях нечемпіонів)                                                        |
| Раунд плей-оф (12 команд)                    | Шлях чемпіонів (8 команд)                    | - 2 чемпіони з асоціацій 13–14 | - 6 переможців третього кваліфікаційного раунду (шлях чемпіонів)                                                        |
| Раунд плей-оф (12 команд)                    | Шлях нечемпіонів (4 команди)                 | | - 4 переможці третього кваліфікаційного раунду (шлях нечемпіонів)                                                       |
| Груповий етап (32 команди)                   | Груповий етап (32 команди)                   | - Переможець попереднього сезону Ліги Європи - 11 чемпіонів з асоціацій 1–12 (крім Росії) - 6 клубів, що зайняли другі місця в чемпіонатах асоціацій 1–6 - 4 клуби, що зайняли треті місця в чемпіонатах асоціацій 1–4 - 4 клуби, що зайняли четверті місця в чемпіонатах асоціацій 1–4 | - 4 переможці раунду плей-оф (шлях чемпіонів) - 2 переможця раунду плей-оф (шлях нечемпіонів)                           |
| Плей-оф (16 команд)                          | Плей-оф (16 команд)                          | | - 8 клубів, які посіли перші місця у групах групового етапу - 8 клубів, які посіли другі місця у групах групового етапу |

У зв'язку з виключенням клубів із Росії, відбулися такі зміни:
- Чемпіон національного чемпіонату з асоціації 11 (Сербія) потрапляє до групового етапу замість раунду плей-оф.
- Чемпіон національного чемпіонату з асоціації 13 (Бельгія) потрапляє до раунду плей-оф замість третього кваліфікаційного раунду.
- Чемпіон національного чемпіонату з асоціації 15 (Греція) потрапляє до третього кваліфікаційного раунду замість другого кваліфікаційного раунду.
- Чемпіон національного чемпіонату з асоціацій 18 (Данія) та 19 (Хорватія) потрапляє до другого кваліфікаційного раунду замість першого кваліфікаційного раунду.
- Клуб, що зайняв друге місце в чемпіонаті асоціації 11 (Сербія) потрапляє до третього кваліфікаційного раунду замість другого кваліфікаційного раунду.

Переможець попереднього сезону Ліги чемпіонів (Манчестер Сіті) потрапив до змагання з національного чемпіонату, тому відбулися такі зміни:
- Чемпіон національного чемпіонату з асоціації 12 (Україна) потрапляє до групового етапу замість раунду плей-оф.
- Чемпіон національного чемпіонату з асоціації 14 (Швейцарія) потрапляє до раунду плей-оф замість третього кваліфікаційного раунду.
- Чемпіон національного чемпіонату з асоціації 16 (Чехія) потрапляє до третього кваліфікаційного раунду замість другого кваліфікаційного раунду.
- Чемпіон національного чемпіонату з асоціацій 20 (Туреччина) та 21 (Греція) потрапляє до другого кваліфікаційного раунду замість першого кваліфікаційного раунду.

### Команди
Примітки в дужках пояснюють, як команда потрапила у свій початковий етап:
- ЛЧ: переможець попереднього розіграшу Ліги чемпіонів УЄФА
- ЛЄ: переможець попереднього розіграшу Ліги чемпіонів УЄФА
- 1-е, 2-е, 3-є тощо: місце в попередньому сезоні національного чемпіонату

Другий, третій кваліфікаційні раунди та раунд плей-оф розділяється на шлях чемпіонів (ШЧ) та шлях нечемпіонів (ШН).
| Груповий етап                    | Груповий етап                    | Севілья (ЛЄ)            | Манчестер Сіті (1-е)   | Арсенал (2-е)             | Манчестер Юнайтед (3-є) |
| Груповий етап                    | Груповий етап                    | Ньюкасл Юнайтед (4-е)   | Барселона (1-е)        | Реал Мадрид (2-е)         | Атлетіко (Мадрид) (3-є) |
| Груповий етап                    | Груповий етап                    | Реал Сосьєдад (4-е)     | Наполі (1-е)           | Лаціо (2-е)               | Інтер (3-є)             |
| Груповий етап                    | Груповий етап                    | Мілан (4-е)             | Баварія (1-е)          | Боруссія (Дортмунд) (2-е) | РБ Лейпциг (3-є)        |
| Груповий етап                    | Груповий етап                    | Уніон (4-е)             | Парі Сен-Жермен (1-е)  | Ланс (2-е)                | Бенфіка (1-е)           |
| Груповий етап                    | Груповий етап                    | Порту (2-е)             | Феєнорд (1-е)          | Ред Булл (1-е)            | Селтік (1-е)            |
| Груповий етап                    | Груповий етап                    | Црвена Звезда (1-е)     | Шахтар (1-е)           |                           |                         |
|                                  |                                  |                         |                        |                           |                         |
| Раунд плей-оф                    | ШЧ                               | Антверпен (1-е)         | Янг Бойз (1-е)         |                           |                         |
|                                  |                                  |                         |                        |                           |                         |
| Третій кваліфікаційний раунд     | ШЧ                               | АЕК (1-е)               | Спарта (1-е)           |                           |                         |
| Третій кваліфікаційний раунд     | ШН                               | Марсель (3-є)           | Брага (3-є)            | ПСВ (2-е)                 | Штурм (2-е)             |
| Третій кваліфікаційний раунд     | ШН                               | Рейнджерс (2-е)         | ТСЦ (2-е)              |                           |                         |
|                                  |                                  |                         |                        |                           |                         |
| Другий кваліфікаційний раунд     | ШЧ                               | Молде (1-е)             | Копенгаген (1-е)       | Динамо (1-е)              | Галатасарай (1-е)       |
| Другий кваліфікаційний раунд     | ШЧ                               | Аріс (1-е)              |                        |                           |                         |
| Другий кваліфікаційний раунд     | ШН                               | Дніпро-1 (2-е)          | Генк (2-е)             | Серветт (2-е)             | Панатінаїкос (2-е)      |
|                                  |                                  |                         |                        |                           |                         |
| Перший кваліфікаційний раунд     | Перший кваліфікаційний раунд     | Маккабі (Хайфа) (1-е)   | Геккен (1-е)           | Лудогорець (1-е)          | Фарул (1-е)             |
| Перший кваліфікаційний раунд     | Перший кваліфікаційний раунд     | Карабах (1-е)           | Ференцварош (1-е)      | Ракув (1-е)               | Астана (1-е)            |
| Перший кваліфікаційний раунд     | Перший кваліфікаційний раунд     | Слован (1-е)            | Олімпія (1-е)          | БАТЕ (3-є)[Прим BLR]      | Шериф (1-е)             |
| Перший кваліфікаційний раунд     | Перший кваліфікаційний раунд     | Жальгіріс (1-е)         | Зрінськи (1-е)         | ГІК (1-е)                 | Свіфт (1-е)             |
| Перший кваліфікаційний раунд     | Перший кваліфікаційний раунд     | Валмієра (1-е)          | Балкані (1-е)          | Шемрок Роверс (1-е)       | Урарту (1-е)            |
| Перший кваліфікаційний раунд     | Перший кваліфікаційний раунд     | Ларн (1-е)              | Партизані (1-е)        | Клаксвік (1-е)            | Флора (1-е)             |
| Перший кваліфікаційний раунд     | Перший кваліфікаційний раунд     | Хамрун Спартанс (1-е)   | Динамо (Тбілісі) (1-е) | Струга (1-е)              | Нью-Сейнтс (1-е)        |
| Перший кваліфікаційний раунд     | Перший кваліфікаційний раунд     | Лінкольн Ред Імпс (1-е) |                        |                           |                         |
|                                  |                                  |                         |                        |                           |                         |
| Попередній кваліфікаційний раунд | Попередній кваліфікаційний раунд | Брєйдаблік (1-е)        | Будучност (1-е)        | Атлетік Ескальдес (1-е)   | Тре Пенне (1-е)         |

Примітки
1. ^ Білорусь (BLR): Шахтар кваліфікувався як чемпіон Білоруської футбольної вищої ліги 2022, але був дискваліфікований через договірні матчі та не отримав ліцензію УЄФА. Енергетик-БДУ, що посів 2-ге місце, також був дискваліфікований через договірні матчі і також не отримав ліцензію УЄФА. Отже, БАТЕ, що посів 3-є місце, отримав путівку в Лігу чемпіонів.[4]

## Розклад матчів і жеребкувань
Розклад змагань такий. Усі матчі проводяться щовівторка і середи, крім фіналу попереднього раунду та фіналу.
| Етап          | Раунд                        | Дата жеребкування | Перші матчі                        | Матчі-відповіді                 |
| ------------- | ---------------------------- | ----------------- | ---------------------------------- | ------------------------------- |
| Кваліфікація  | Попередній раунд             | 13 червня 2023    | 27 червня 2023 (півфінальні матчі) | 30 червня 2023 (фінальний матч) |
| Кваліфікація  | Перший кваліфікаційний раунд | 20 червня 2023    | 11–12 липня 2023                   | 18–19 липня 2023                |
| Кваліфікація  | Другий кваліфікаційний раунд | 21 червня 2023    | 25–26 липня 2023                   | 1–2 серпня 2023                 |
| Кваліфікація  | Третій кваліфікаційний раунд | 24 липня 2023     | 8–9 серпня 2023                    | 15 серпня 2023                  |
| Плей-оф       | Раунд плей-оф                | 7 серпня 2023     | 22–23 серпня 2023                  | 29–30 серпня 2023               |
| Груповий етап | Тур 1                        | 31 серпня 2023    | 19–20 вересня 2023                 | 19–20 вересня 2023              |
| Груповий етап | Тур 2                        | 31 серпня 2023    | 3–4 жовтня 2023                    | 3–4 жовтня 2023                 |
| Груповий етап | Тур 3                        | 31 серпня 2023    | 24–25 жовтня 2023                  | 24–25 жовтня 2023               |
| Груповий етап | Тур 4                        | 31 серпня 2023    | 7–8 листопада 2023                 | 7–8 листопада 2023              |
| Груповий етап | Тур 5                        | 31 серпня 2023    | 28–29 листопада 2023               | 28–29 листопада 2023            |
| Груповий етап | Тур 6                        | 31 серпня 2023    | 12–13 грудня 2023                  | 12–13 грудня 2023               |
| Плей-оф       | 1/8 фіналу                   | 18 грудня 2023    | 13–14 та 20–21 лютого 2024         | 5–6 та 12–13 березня 2024       |
| Плей-оф       | 1/4 фіналу                   | 15 березня 2024   | 9–10 квітня 2024                   | 16–17 квітня 2024               |
| Плей-оф       | 1/2 фіналу                   | 15 березня 2024   | 30 квітня – 1 травня 2024          | 7–8 травня 2024                 |
| Плей-оф       | Фінал                        | 15 березня 2024   | 1 червня 2024 (Вемблі, Лондон)     | 1 червня 2024 (Вемблі, Лондон)  |

## Кваліфікація

### Попередній кваліфікаційний раунд
|  | Півфінали              | Півфінали  |                        |   | Фінал | Фінал |
|  |                        |            |                        |   |       |       |
|  | 27 червня – Коупавогюр |            |                        |   |       |       |
|  |                        |            |                        |   |       |       |
|  | Атлетік Ескальдес      | 0          |                        |   |       |       |
|  | Атлетік Ескальдес      | 0          | 30 червня – Коупавогюр |   |       |       |
|  | Будучност              | 3          |                        |   |       |       |
|  | Будучност              | 3          | Будучност              | 0 |       |       |
|  | 27 червня – Коупавогюр |            | Будучност              | 0 |       |       |
|  |                        | Брєйдаблік | 5                      |   |       |       |
|  | Тре Пенне              | Брєйдаблік | 5                      | 1 |       |       |
|  | Тре Пенне              |            |                        | 1 |       |       |
|  | Брєйдаблік             | 7          |                        |   |       |       |
|  | Брєйдаблік             | 7          |                        |   |       |       |

### Перший кваліфікаційний раунд
Жеребкування відбулося 20 червня 2023 року. Перші матчі пройшли 11–12 липня, а матчі-відповіді — 18–19 липня 2023 року.
| Команда 1         | Заг.           | Команда 2        | 1-й матч | 2-й матч |
| ----------------- | -------------- | ---------------- | -------- | -------- |
| Геккен            | 5:1            | Нью-Сейнтс       | 3:1      | 2:0      |
| Балкані           | 2:4            | Лудогорець       | 2:0      | 0:4      |
| Шемрок Роверс     | 1:3            | Брєйдаблік       | 0:1      | 1:2      |
| Жальгіріс         | 2:1            | Струга           | 0:0      | 2:1      |
| Клаксвік          | 3:0            | Ференцварош      | 0:0      | 3:0      |
| Олімпія           | 4:2            | Валмієра         | 2:1      | 2:1      |
| ГІК               | 3:2            | Ларн             | 1:0      | 2:2 (дч) |
| Лінкольн Ред Імпс | 1:6            | Карабах          | 1:2      | 0:4      |
| Ракув             | 4:0            | Флора            | 1:0      | 3:0      |
| Слован            | 3:1            | Свіфт            | 1:1      | 2:0      |
| Фарул             | 1:3            | Шериф            | 1:0      | 0:3 (дч) |
| Хамрун Спартанс   | 1:6            | Маккабі (Хайфа)  | 0:4      | 1:2      |
| Урарту            | 3:3 (пен. 3:4) | Зрінськи         | 0:1      | 3:2 (дч) |
| Партизані         | 1:3            | БАТЕ             | 1:1      | 0:2      |
| Астана            | 3:2            | Динамо (Тбілісі) | 1:1      | 2:1      |

### Другий кваліфікаційний раунд
Жеребкування відбулося 21 червня 2023 року. Перші матчі пройшли 25–26 липня, а матчі-відповіді — 1–2 серпня 2023 року.
| Команда 1  | Заг.           | Команда 2       | 1-й матч | 2-й матч |
| ---------- | -------------- | --------------- | -------- | -------- |
| Жальгіріс  | 2:3            | Галатасарай     | 2:2      | 0:1      |
| Лудогорець | 2:3            | Олімпія         | 1:1      | 1:2      |
| Ракув      | 4:3            | Карабах         | 3:2      | 1:1      |
| Клаксвік   | 3:3 (пен. 4:3) | Геккен          | 0:0      | 3:3 (дч) |
| ГІК        | 1:2            | Молде           | 1:0      | 0:2      |
| Брєйдаблік | 3:8            | Копенгаген      | 0:2      | 3:6      |
| Шериф      | 2:4            | Маккабі (Хайфа) | 1:0      | 1:4 (дч) |
| Аріс       | 11:5           | БАТЕ            | 6:2      | 5:3      |
| Зрінськи   | 2:3            | Слован          | 0:1      | 2:2      |
| Динамо     | 6:0            | Астана          | 4:0      | 2:0      |

| Команда 1 | Заг.           | Команда 2    | 1-й матч | 2-й матч |
| --------- | -------------- | ------------ | -------- | -------- |
| Дніпро-1  | 3:5            | Панатінаїкос | 1:3      | 2:2      |
| Серветт   | 3:3 (пен. 4:1) | Генк         | 1:1      | 2:2 (дч) |

### Третій кваліфікаційний раунд
Жеребкування відбулося 24 липня 2023 року. Перші матчі пройшли 8–9 серпня, а матчі-відповіді — 15 серпня 2023 року.
| Команда 1  | Заг.           | Команда 2       | 1-й матч | 2-й матч |
| ---------- | -------------- | --------------- | -------- | -------- |
| Ракув      | 3:1            | Аріс            | 2:1      | 1:0      |
| Слован     | 2:5            | Маккабі (Хайфа) | 1:2      | 1:3      |
| Динамо     | 3:4            | АЕК             | 1:2      | 2:2      |
| Олімпія    | 0:4            | Галатасарай     | 0:3      | 0:1      |
| Копенгаген | 3:3 (пен. 4:2) | Спарта          | 0:0      | 3:3 (дч) |
| Клаксвік   | 2:3            | Молде           | 2:1      | 0:2 (дч) |

| Команда 1    | Заг.           | Команда 2 | 1-й матч | 2-й матч |
| ------------ | -------------- | --------- | -------- | -------- |
| Брага        | 7:1            | ТСЦ       | 3:0      | 4:1      |
| Рейнджерс    | 3:2            | Серветт   | 2:1      | 1:1      |
| Панатінаїкос | 2:2 (пен. 5:3) | Марсель   | 1:0      | 1:2 (дч) |
| ПСВ          | 7:2            | Штурм     | 4:1      | 3:1      |

Примітки
1. ↑  Перший матч АЕК Афіни – Динамо Загреб, мав відбутися 8 серпня 2023 року, було відкладено через заворушення вболівальників, під час яких одна людина загинула.[8] Матч перенесено на 19 серпня 2023 року та став матчем-відповіддю.[9]

### Раунд плей-оф
Жеребкування відбулося 7 серпня 2023 року. Перші матчі пройшли 22–23 серпня, а матчі-відповіді — 29–30 серпня 2023 року.
| Команда 1       | Заг. | Команда 2   | 1-й матч | 2-й матч |
| --------------- | ---- | ----------- | -------- | -------- |
| Маккабі (Хайфа) | 0:3  | Янг Бойз    | 0:0      | 0:3      |
| Антверпен       | 3:1  | АЕК         | 1:0      | 2:1      |
| Ракув           | 1:2  | Копенгаген  | 0:1      | 1:1      |
| Молде           | 3:5  | Галатасарай | 2:3      | 1:2      |

| Команда 1 | Заг. | Команда 2    | 1-й матч | 2-й матч |
| --------- | ---- | ------------ | -------- | -------- |
| Рейнджерс | 3:7  | ПСВ          | 2:2      | 1:5      |
| Брага     | 3:1  | Панатінаїкос | 2:1      | 1:0      |

## Груповий етап
Жеребкування групового етапу відбулося 31 серпня 2023 року. За результатами жеребкування 32 команди були поділені на 8 груп (по 4 команди в кожній). Для жеребкування команди розділено на 4 кошики.
- Кошик 1, до якого потрапили переможці попереднього сезону Ліги чемпіонів та Ліги Європи, а також чемпіони 6 найкращих асоціацій на основі рейтингу асоціацій УЄФА.
- Кошик 2, 3 та 4, до якого потрапили решта клубів, на основі клубних коефіцієнтів УЄФА.[10]

Команди з однієї асоціації не можуть потрапити в одну групу.

### Правила розподілу місць
Команди посідають місця у групі відповідно до набраних очок (3 очки за перемогу, 1 за нічию та 0 за поразку), та якщо команди набрали однакову кількість балів, застосовуються такі критерії (у вказаному порядку), для визначення місця у групі (стаття регламенту 17.01):
1. Очки, набрані в очних зустрічах між командами під питанням;
2. Різниця м'ячів, забитих в очних зустрічах між командами під питанням;
3. Голи, забиті в очних зустрічах між командами під питанням;
4. Якщо команд під питанням більше двох та після застосування усіх попередніх правил ще залишаються команди під питанням, то для них окремо повторно застосовуються попередні правила;
5. Різниця м'ячів, забитих в усіх матчах групового етапу;
6. Голи, забиті в усіх матчах групового етапу;
7. Голи на виїзді, забиті в усіх матчах групового етапу;
8. Кількість перемог в усіх матчах групового етапу;
9. Кількість перемог на виїзді в усіх матчах групового етапу;
10. Дисциплінарні бали (червона картка = 3 бала, жовта картка = 1 бал, вилучення за дві жовті картки в одному матчі = 3 бала);
11. Більший клубний коефіцієнт УЄФА.

### Група A
| Поз | Команда           | І | В | Н | П | ГЗ | ГП | РГ | О  | Кваліфікація          |  | БАВ | КОП | ГАЛ | МЮ  |
| --- | ----------------- | - | - | - | - | -- | -- | -- | -- | --------------------- |  | --- | --- | --- | --- |
| 1   | Баварія           | 6 | 5 | 1 | 0 | 12 | 6  | +6 | 16 | Вихід в 1/8 фіналу    |  | —   | 0–0 | 2–1 | 4–3 |
| 2   | Копенгаген        | 6 | 2 | 2 | 2 | 8  | 8  | 0  | 8  | Вихід в 1/8 фіналу    |  | 1–2 | —   | 1–0 | 4–3 |
| 3   | Галатасарай       | 6 | 1 | 2 | 3 | 10 | 13 | −3 | 5  | Перехід в Лігу Європи |  | 1–3 | 2–2 | —   | 3–3 |
| 4   | Манчестер Юнайтед | 6 | 1 | 1 | 4 | 12 | 15 | −3 | 4  |                       |  | 0–1 | 1–0 | 2–3 | —   |

### Група B
| Поз | Команда | І | В | Н | П | ГЗ | ГП | РГ  | О  | Кваліфікація          |  | АРС | ПСВ | ЛАН | СЕВ |
| --- | ------- | - | - | - | - | -- | -- | --- | -- | --------------------- |  | --- | --- | --- | --- |
| 1   | Арсенал | 6 | 4 | 1 | 1 | 16 | 4  | +12 | 13 | Вихід в 1/8 фіналу    |  | —   | 4–0 | 6–0 | 2–0 |
| 2   | ПСВ     | 6 | 2 | 3 | 1 | 8  | 10 | −2  | 9  | Вихід в 1/8 фіналу    |  | 1–1 | —   | 1–0 | 2–2 |
| 3   | Ланс    | 6 | 2 | 2 | 2 | 6  | 11 | −5  | 8  | Перехід в Лігу Європи |  | 2–1 | 1–1 | —   | 2–1 |
| 4   | Севілья | 6 | 0 | 2 | 4 | 7  | 12 | −5  | 2  |                       |  | 1–2 | 2–3 | 1–1 | —   |

### Група C
| Поз | Команда     | І | В | Н | П | ГЗ | ГП | РГ | О  | Кваліфікація          |  | РМА | НАП | БРА | УНІ |
| --- | ----------- | - | - | - | - | -- | -- | -- | -- | --------------------- |  | --- | --- | --- | --- |
| 1   | Реал Мадрид | 6 | 6 | 0 | 0 | 16 | 7  | +9 | 18 | Вихід в 1/8 фіналу    |  | —   | 4–2 | 3–0 | 1–0 |
| 2   | Наполі      | 6 | 3 | 1 | 2 | 10 | 9  | +1 | 10 | Вихід в 1/8 фіналу    |  | 2–3 | —   | 2–0 | 1–1 |
| 3   | Брага       | 6 | 1 | 1 | 4 | 6  | 12 | −6 | 4  | Перехід в Лігу Європи |  | 1–2 | 1–2 | —   | 1–1 |
| 4   | Уніон       | 6 | 0 | 2 | 4 | 6  | 10 | −4 | 2  |                       |  | 2–3 | 0–1 | 2–3 | —   |

### Група D
| Поз | Команда       | І | В | Н | П | ГЗ | ГП | РГ | О  | Кваліфікація          |  | РСО | ІНТ | БЕН | РБЗ |
| --- | ------------- | - | - | - | - | -- | -- | -- | -- | --------------------- |  | --- | --- | --- | --- |
| 1   | Реал Сосьєдад | 6 | 3 | 3 | 0 | 7  | 2  | +5 | 12 | Вихід в 1/8 фіналу    |  | —   | 1–1 | 3–1 | 0–0 |
| 2   | Інтер         | 6 | 3 | 3 | 0 | 8  | 5  | +3 | 12 | Вихід в 1/8 фіналу    |  | 0–0 | —   | 1–0 | 2–1 |
| 3   | Бенфіка       | 6 | 1 | 1 | 4 | 7  | 11 | −4 | 4  | Перехід в Лігу Європи |  | 0–1 | 3–3 | —   | 0–2 |
| 4   | Ред Булл      | 6 | 1 | 1 | 4 | 4  | 8  | −4 | 4  |                       |  | 0–2 | 0–1 | 1–3 | —   |

### Група E
| Поз | Команда           | І | В | Н | П | ГЗ | ГП | РГ  | О  | Кваліфікація          |  | АТЛ | ЛАЦ | ФЕЄ | СЕЛ |
| --- | ----------------- | - | - | - | - | -- | -- | --- | -- | --------------------- |  | --- | --- | --- | --- |
| 1   | Атлетіко (Мадрид) | 6 | 4 | 2 | 0 | 17 | 6  | +11 | 14 | Вихід в 1/8 фіналу    |  | —   | 2–0 | 3–2 | 6–0 |
| 2   | Лаціо             | 6 | 3 | 1 | 2 | 7  | 7  | 0   | 10 | Вихід в 1/8 фіналу    |  | 1–1 | —   | 1–0 | 2–0 |
| 3   | Феєнорд           | 6 | 2 | 0 | 4 | 9  | 10 | −1  | 6  | Перехід в Лігу Європи |  | 1–3 | 3–1 | —   | 2–0 |
| 4   | Селтік            | 6 | 1 | 1 | 4 | 5  | 15 | −10 | 4  |                       |  | 2–2 | 1–2 | 2–1 | —   |

### Група F
| Поз | Команда             | І | В | Н | П | ГЗ | ГП | РГ | О  | Кваліфікація          |  | БОР | ПСЖ | МІЛ | НЬЮ |
| --- | ------------------- | - | - | - | - | -- | -- | -- | -- | --------------------- |  | --- | --- | --- | --- |
| 1   | Боруссія (Дортмунд) | 6 | 3 | 2 | 1 | 7  | 4  | +3 | 11 | Вихід в 1/8 фіналу    |  | —   | 1–1 | 0–0 | 2–0 |
| 2   | Парі Сен-Жермен     | 6 | 2 | 2 | 2 | 9  | 8  | +1 | 8  | Вихід в 1/8 фіналу    |  | 2–0 | —   | 3–0 | 1–1 |
| 3   | Мілан               | 6 | 2 | 2 | 2 | 5  | 8  | −3 | 8  | Перехід в Лігу Європи |  | 1–3 | 2–1 | —   | 0–0 |
| 4   | Ньюкасл Юнайтед     | 6 | 1 | 2 | 3 | 6  | 7  | −1 | 5  |                       |  | 0–1 | 4–1 | 1–2 | —   |

### Група G
| Поз | Команда        | І | В | Н | П | ГЗ | ГП | РГ  | О  | Кваліфікація          |  | МСІ | РБЛ | ЯБ  | ЦРЗ |
| --- | -------------- | - | - | - | - | -- | -- | --- | -- | --------------------- |  | --- | --- | --- | --- |
| 1   | Манчестер Сіті | 6 | 6 | 0 | 0 | 18 | 7  | +11 | 18 | Вихід в 1/8 фіналу    |  | —   | 3–2 | 3–0 | 3–1 |
| 2   | РБ Лейпциг     | 6 | 4 | 0 | 2 | 13 | 10 | +3  | 12 | Вихід в 1/8 фіналу    |  | 1–3 | —   | 2–1 | 3–1 |
| 3   | Янг Бойз       | 6 | 1 | 1 | 4 | 7  | 13 | −6  | 4  | Перехід в Лігу Європи |  | 1–3 | 1–3 | —   | 2–0 |
| 4   | Црвена Звезда  | 6 | 0 | 1 | 5 | 7  | 15 | −8  | 1  |                       |  | 2–3 | 1–2 | 2–2 | —   |

### Група H
| Поз | Команда   | І | В | Н | П | ГЗ | ГП | РГ  | О  | Кваліфікація          |  | БАР | ПОР | ШАХ | АНТ |
| --- | --------- | - | - | - | - | -- | -- | --- | -- | --------------------- |  | --- | --- | --- | --- |
| 1   | Барселона | 6 | 4 | 0 | 2 | 12 | 6  | +6  | 12 | Вихід в 1/8 фіналу    |  | —   | 2–1 | 2–1 | 5–0 |
| 2   | Порту     | 6 | 4 | 0 | 2 | 15 | 8  | +7  | 12 | Вихід в 1/8 фіналу    |  | 0–1 | —   | 5–3 | 2–0 |
| 3   | Шахтар    | 6 | 3 | 0 | 3 | 10 | 12 | −2  | 9  | Перехід в Лігу Європи |  | 1–0 | 1–3 | —   | 1–0 |
| 4   | Антверпен | 6 | 1 | 0 | 5 | 6  | 17 | −11 | 3  |                       |  | 3–2 | 1–4 | 2–3 | —   |

## Плей-оф

### Турнірна сітка
|  | 1/8 фіналу                | 1/8 фіналу          | 1/8 фіналу  | 1/8 фіналу  |                     |                     | 1/4 фіналу          | 1/4 фіналу | 1/4 фіналу | 1/4 фіналу |  |  | 1/2 фіналу | 1/2 фіналу | 1/2 фіналу | 1/2 фіналу |  |  | Фінал | Фінал | Фінал | Фінал |
|  |                           |                     |             |             |                     |                     |                     |            |            |            |  |  |            |            |            |            |  |  |       |       |       |       |
|  |                           |                     |             |             |                     |                     |                     |            |            |            |  |  |            |            |            |            |  |  |       |       |       |       |
|  |                           |                     |             |             |                     |                     |                     |            |            |            |  |  |            |            |            |            |  |  |       |       |       |       |
|  | Інтер                     | 1                   | 1           | 2 (2)       |                     |                     |                     |            |            |            |  |  |            |            |            |            |  |  |       |       |       |       |
|  | Інтер                     | 1                   | 1           | 2 (2)       |                     |                     |                     |            |            |            |  |  |            |            |            |            |  |  |       |       |       |       |
|  | Атлетіко (Мадрид) (пен. ) | 0                   | 2           | 2 (3)       |                     |                     |                     |            |            |            |  |  |            |            |            |            |  |  |       |       |       |       |
|  | Атлетіко (Мадрид) (пен. ) | 0                   | 2           | 2 (3)       | Атлетіко (Мадрид)   | 2                   | 2                   | 4          |            |            |  |  |            |            |            |            |  |  |       |       |       |       |
|  |                           |                     |             |             | Атлетіко (Мадрид)   | 2                   | 2                   | 4          |            |            |  |  |            |            |            |            |  |  |       |       |       |       |
|  |                           | Боруссія (Дортмунд) | 1           | 4           | 5                   |                     |                     |            |            |            |  |  |            |            |            |            |  |  |       |       |       |       |
|  | ПСВ                       | Боруссія (Дортмунд) | 1           | 4           | 5                   | 1                   | 0                   | 1          |            |            |  |  |            |            |            |            |  |  |       |       |       |       |
|  | ПСВ                       |                     |             |             |                     | 1                   | 0                   | 1          |            |            |  |  |            |            |            |            |  |  |       |       |       |       |
|  | Боруссія (Дортмунд)       | 1                   | 2           | 3           |                     |                     |                     |            |            |            |  |  |            |            |            |            |  |  |       |       |       |       |
|  | Боруссія (Дортмунд)       | 1                   | 2           | 3           | Боруссія (Дортмунд) | 1                   | 1                   | 2          |            |            |  |  |            |            |            |            |  |  |       |       |       |       |
|  |                           |                     |             |             | Боруссія (Дортмунд) | 1                   | 1                   | 2          |            |            |  |  |            |            |            |            |  |  |       |       |       |       |
|  |                           | Парі Сен-Жермен     | 0           | 0           | 0                   |                     |                     |            |            |            |  |  |            |            |            |            |  |  |       |       |       |       |
|  | Парі Сен-Жермен           | Парі Сен-Жермен     | 0           | 0           | 0                   | 2                   | 2                   | 4          |            |            |  |  |            |            |            |            |  |  |       |       |       |       |
|  | Парі Сен-Жермен           |                     |             |             |                     | 2                   | 2                   | 4          |            |            |  |  |            |            |            |            |  |  |       |       |       |       |
|  | Реал Сосьєдад             | 0                   | 1           | 1           |                     |                     |                     |            |            |            |  |  |            |            |            |            |  |  |       |       |       |       |
|  | Реал Сосьєдад             | 0                   | 1           | 1           | Парі Сен-Жермен     | 2                   | 4                   | 6          |            |            |  |  |            |            |            |            |  |  |       |       |       |       |
|  |                           |                     |             |             | Парі Сен-Жермен     | 2                   | 4                   | 6          |            |            |  |  |            |            |            |            |  |  |       |       |       |       |
|  |                           | Барселона           | 3           | 1           | 4                   |                     |                     |            |            |            |  |  |            |            |            |            |  |  |       |       |       |       |
|  | Наполі                    | Барселона           | 3           | 1           | 4                   | 1                   | 1                   | 2          |            |            |  |  |            |            |            |            |  |  |       |       |       |       |
|  | Наполі                    |                     |             |             | 1 червня – Лондон   | 1                   | 1                   | 2          |            |            |  |  |            |            |            |            |  |  |       |       |       |       |
|  | Барселона                 | 1                   | 3           | 4           |                     |                     |                     |            |            |            |  |  |            |            |            |            |  |  |       |       |       |       |
|  | Барселона                 | 1                   | 3           | 4           | Боруссія (Дортмунд) | Боруссія (Дортмунд) | Боруссія (Дортмунд) | 0          |            |            |  |  |            |            |            |            |  |  |       |       |       |       |
|  |                           |                     |             |             | Боруссія (Дортмунд) | Боруссія (Дортмунд) | Боруссія (Дортмунд) | 0          |            |            |  |  |            |            |            |            |  |  |       |       |       |       |
|  |                           | Реал Мадрид         | Реал Мадрид | Реал Мадрид | 2                   |                     |                     |            |            |            |  |  |            |            |            |            |  |  |       |       |       |       |
|  | Порту                     | Реал Мадрид         | Реал Мадрид | Реал Мадрид | 2                   | 1                   | 0                   | 1 (2)      |            |            |  |  |            |            |            |            |  |  |       |       |       |       |
|  | Порту                     |                     |             |             |                     | 1                   | 0                   | 1 (2)      |            |            |  |  |            |            |            |            |  |  |       |       |       |       |
|  | Арсенал (пен. )           | 0                   | 1           | 1 (4)       |                     |                     |                     |            |            |            |  |  |            |            |            |            |  |  |       |       |       |       |
|  | Арсенал (пен. )           | 0                   | 1           | 1 (4)       | Арсенал             | 2                   | 0                   | 2          |            |            |  |  |            |            |            |            |  |  |       |       |       |       |
|  |                           |                     |             |             | Арсенал             | 2                   | 0                   | 2          |            |            |  |  |            |            |            |            |  |  |       |       |       |       |
|  |                           | Баварія             | 2           | 1           | 3                   |                     |                     |            |            |            |  |  |            |            |            |            |  |  |       |       |       |       |
|  | Лаціо                     | Баварія             | 2           | 1           | 3                   | 1                   | 0                   | 1          |            |            |  |  |            |            |            |            |  |  |       |       |       |       |
|  | Лаціо                     |                     |             |             |                     | 1                   | 0                   | 1          |            |            |  |  |            |            |            |            |  |  |       |       |       |       |
|  | Баварія                   | 0                   | 3           | 3           |                     |                     |                     |            |            |            |  |  |            |            |            |            |  |  |       |       |       |       |
|  | Баварія                   | 0                   | 3           | 3           | Баварія             | 2                   | 1                   | 3          |            |            |  |  |            |            |            |            |  |  |       |       |       |       |
|  |                           |                     |             |             | Баварія             | 2                   | 1                   | 3          |            |            |  |  |            |            |            |            |  |  |       |       |       |       |
|  |                           | Реал Мадрид         | 2           | 2           | 4                   |                     |                     |            |            |            |  |  |            |            |            |            |  |  |       |       |       |       |
|  | РБ Лейпциг                | Реал Мадрид         | 2           | 2           | 4                   | 0                   | 1                   | 1          |            |            |  |  |            |            |            |            |  |  |       |       |       |       |
|  | РБ Лейпциг                |                     |             |             |                     | 0                   | 1                   | 1          |            |            |  |  |            |            |            |            |  |  |       |       |       |       |
|  | Реал Мадрид               | 1                   | 1           | 2           |                     |                     |                     |            |            |            |  |  |            |            |            |            |  |  |       |       |       |       |
|  | Реал Мадрид               | 1                   | 1           | 2           | Реал Мадрид (пен. ) | 3                   | 1                   | 4 (4)      |            |            |  |  |            |            |            |            |  |  |       |       |       |       |
|  |                           |                     |             |             | Реал Мадрид (пен. ) | 3                   | 1                   | 4 (4)      |            |            |  |  |            |            |            |            |  |  |       |       |       |       |
|  |                           | Манчестер Сіті      | 3           | 1           | 4 (3)               |                     |                     |            |            |            |  |  |            |            |            |            |  |  |       |       |       |       |
|  | Копенгаген                | Манчестер Сіті      | 3           | 1           | 4 (3)               | 1                   | 1                   | 2          |            |            |  |  |            |            |            |            |  |  |       |       |       |       |
|  | Копенгаген                |                     |             |             |                     | 1                   | 1                   | 2          |            |            |  |  |            |            |            |            |  |  |       |       |       |       |
|  | Манчестер Сіті            | 3                   | 3           | 6           |                     |                     |                     |            |            |            |  |  |            |            |            |            |  |  |       |       |       |       |
|  | Манчестер Сіті            | 3                   | 3           | 6           |                     |                     |                     |            |            |            |  |  |            |            |            |            |  |  |       |       |       |       |

### 1/8 фіналу
Жеребкування відбулось 18 грудня 2023 року. Перші матчі відбулися 13-14 та 20-21 лютого 2024 року, а матчі-відповіді — 5-6 та 12-13 березня 2024 року.
| Команда 1       | Заг.           | Команда 2           | 1-й матч | 2-й матч |
| --------------- | -------------- | ------------------- | -------- | -------- |
| Порту           | 1:1 (пен. 2:4) | Арсенал             | 1:0      | 0:1 (дч) |
| Наполі          | 2:4            | Барселона           | 1:1      | 1:3      |
| Парі Сен-Жермен | 4:1            | Реал Сосьєдад       | 2:0      | 2:1      |
| Інтер           | 2:2 (пен. 2:3) | Атлетіко (Мадрид)   | 1:0      | 1:2 (дч) |
| ПСВ             | 1:3            | Боруссія (Дортмунд) | 1:1      | 0:2      |
| Лаціо           | 1:3            | Баварія             | 1:0      | 0:3      |
| Копенгаген      | 2:6            | Манчестер Сіті      | 1:3      | 1:3      |
| РБ Лейпциг      | 1:2            | Реал Мадрид         | 0:1      | 1:1      |

### 1/4 фіналу
Жеребкування відбулось 15 березня 2024 року. Перші матчі відбудуться 9-10 квітня 2024 року, а матчі-відповіді — 16-17 квітня 2024 року.
| Команда 1         | Заг.           | Команда 2           | 1-й матч | 2-й матч |
| ----------------- | -------------- | ------------------- | -------- | -------- |
| Арсенал           | 2:3            | Баварія             | 2:2      | 0:1      |
| Атлетіко (Мадрид) | 4:5            | Боруссія (Дортмунд) | 2:1      | 2:4      |
| Реал Мадрид       | 4:4 (пен. 4:3) | Манчестер Сіті      | 3:3      | 1:1 (дч) |
| Парі Сен-Жермен   | 6:4            | Барселона           | 2:3      | 4:1      |

### 1/2 фіналу
Жеребкування відбулось 15 березня 2024 року. Перші матчі відбудуться 30 квітня та 1 травня 2024 року, а матчі-відповіді — 7-8 травня 2024 року.
| Команда 1           | Заг. | Команда 2       | 1-й матч | 2-й матч |
| ------------------- | ---- | --------------- | -------- | -------- |
| Боруссія (Дортмунд) | 2:0  | Парі Сен-Жермен | 1:0      | 1:0      |
| Баварія             | 3:4  | Реал Мадрид     | 2:2      | 1:2      |

### Фінал
| 1 червня 2024 22:00 (20:00 BST) |

| Боруссія (Дортмунд) | 0:2      | Реал Мадрид                         |
| ------------------- | -------- | ----------------------------------- |
|                     | Протокол | Карвахаль 74ʼ' Вінісіус Жуніор 83ʼ' |

| «Вемблі», Лондон Глядачів: 86 212 Арбітр: Славко Винчич (Словенія) |

## Статистика
Статистика не включає матчі кваліфікаційних раундів.

### Найкращі бомбардири
| # | Футболіст       | Клуб              | Голи | ХВ   |
| - | --------------- | ----------------- | ---- | ---- |
| 1 | Гаррі Кейн      | Баварія           | 8    | 1064 |
| 1 | Кіліан Мбаппе   | Парі Сен-Жермен   | 8    | 1080 |
| 3 | Ерлінг Голанн   | Манчестер Сіті    | 6    | 778  |
| 3 | Антуан Грізманн | Атлетіко Мадрид   | 6    | 821  |
| 3 | Вінісіус Жуніор | Реал Мадрид       | 6    | 901  |
| 6 | Хоселу          | Реал Мадрид       | 5    | 273  |
| 6 | Хуліан Альварес | Манчестер Сіті    | 5    | 279  |
| 6 | Расмус Гойлунн  | Манчестер Юнайтед | 5    | 489  |
| 6 | Галено          | Порту             | 5    | 651  |
| 6 | Альваро Мората  | Атлетіко Мадрид   | 5    | 667  |
| 6 | Філ Фоден       | Манчестер Сіті    | 5    | 684  |
| 6 | Родріго         | Реал Мадрид       | 5    | 1021 |